# Marcinkonys
Marcinkonys (ryska: Марцинконис) är en ort i Litauen. Den ligger i den södra delen av landet, 90 km sydväst om huvudstaden Vilnius. Marcinkonys ligger 118 meter över havet och antalet invånare är 765.
Terrängen runt Marcinkonys är platt. Runt Marcinkonys är det glesbefolkat, med 13 invånare per kvadratkilometer. Marcinkonys är det största samhället i trakten. I omgivningarna runt Marcinkonys växer i huvudsak barrskog.